# Oskar von Hutier
Oskar Emil von Hutier (Erfurt, 27. kolovoza 1857. – Berlin, 5. prosinca 1934.) je bio njemački general i vojni zapovjednik. Tijekom Prvog svjetskog rata zapovijedao je XXI. korpusom, Armijskim odjelom D, te 8. i 18. armijom na Istočnom i Zapadnom bojištu.

## Vojna karijera
Oskar von Hutier rođen je 27. kolovoza 1857. u Erfurtu u Saskoj. Rođen je u vojničkoj obitelji. Njegov djed borio se pod Napoleonom, otac mu je sudjelovao je u Prusko-francuskom ratu, dok mu je Erich Ludendorff bio rođak. U prusku vojsku stupio je u travnju 1875. godine služeći u 88. pješačkoj pukovniji. U navedenoj pukovniji od listopada 1881. obnaša dužnost pobočnika bojne, dok u prosincu 1888. dostiže čin poručnika. Od listopada 1885. pohađa Prusku vojnu akademiju, te se nakon završetka iste u srpnju 1888. vraća na službu u 88. pješačku pukovniju. Od travnja 1889. služi u Glavnom stožeru u Berlinu, dok je u rujnu 1890. promaknut u čin satnika. Od studenog 1890. ponovno služi u 88. pješačkoj pukovniji u Mainzu gdje zapovijeda satnijom, da bi od prosinca 1890. bio zapovjednik satnije u 115. gardijskoj pješačkoj pukovniji u Darmstadtu. U veljači 1894. premješetn je na službu u stožer 30. pješačke divizije, dok je svibnju 1896. promaknut u čin bojnika. Od listopada 1896. ponovno se nalazi na službi u Glavnom stožeru, gdje se nalazi iduće dvije godine, do rujna 1898., kada je premješten u stožer I. korpusa u Königsberg. 
U listopadu 1900. imenovan je zapovjednikom bojne u 95. pješačkoj pukovniji gdje služi do kolovoza 1902. kada se vraća na službu u Glavni stožer na mjesto načelnika odjela. Mjesec dana poslije, u rujnu 1902., unaprijeđen je u čin potpukovnika, te s tim činom u listopadu postaje najprije privremenim, a od rujna 1903., i trajnim načelnikom stožera III. korpusa kojim je zapovijedao Karl von Bülow. Dužnost načelnika stožera III. korpusa koji je sjedište imao u Berlinu obnašao je do svibnja 1907. kada je imenovan zapovjednikom 115. gardijske pukovnije u kojoj je nekada služio i zapovijedao satnijom. Navedenom pukovnijom zapovijeda do ožujka 1910. kada je promaknut u čin general bojnika, te imenovan zapovjednikom 74. pješačke brigade smještene u Stettinu. U veljači 1911. postaje zamjenikom načelnika Glavnog stožera, dok je u travnju 1912. promaknut u čin general poručnika. U studenom 1912. imenovan je zapovjednikom prestižne 1. gardijske pješačke divizije smještene u Berlinu na čijem čelu je dočekao i početak Prvog svjetskog rata.

## Prvi svjetski rat
Na početku Prvog svjetskog rata 1. gardijska pješačka divizija nalazila se u sastavu 2. armije kojom je zapovijedao Karl von Bülow. Zapovijedajući 1. gardijskom pješačkom divizijom sudjeluje u Graničnim bitkama i to Bitci kod Charleroia, te u Prvoj bitci na Marni.  U listopadu 1. gardijska divizija premještena je u Flandriju gdje Hutier sudjeluje u Bitci kod Arrasa, te Prvoj bitci kod Ypresa. U travnju 1915. Hutier je premješten na Istočno bojište gdje dobiva zapovjedništvo nad XXI. korpusom koji se nalazio u sastavu 10. armije kojom je zapovijedao Hermann von Eichhorn. Zapovijedavši navedenim korpusom sudjelovao je u borbama kod Vilne, Kovna i Naročkog jezera.
U siječnju 1917. Hutier dobiva zapovjedništvom nad Armijskim odjelom D. Tog istog mjeseca promaknut je u čin generala pješaštva. U rujnu 1917. postaje zapovjednikom 8. armije. Na čelu navedene armije zauzima 3. rujna 1917. Rigu koristeći novu taktiku koja je po njemu nazvana Hutierovom taktikom. Radilo se o inflitracijskoj taktici koju je karakterizirala relativno kratka topnička priprema nakon čega bi se specijalne postrojbe infiltrirale u neprijateljske linije osobito se usmjeravajući na stožere i topnička uporišta. Nakon što bi ista bila uništena uslijedio bi napad na uskom dijelu fronta, nakon čega bi redovne jedinice uništavale preostali neprijateljski otpor. Za osvajanje Rige Hutier je 6. rujna 1917. odlikovan ordenom Pour le Mérite. Mjesec dana nakon zauzimanja Rige Hutierove snage su zauzele baltičke otoke Ösel, Dagö i Moon u jedinoj uspješnoj amfibijskoj operaciji Prvog svjetskog rata.

U prosincu 1917. Hutier je premješten na Zapadno bojište gdje postaje zapovjednikom novoformirane 18. armije s kojom je u ožujku 1918. sudjelovao u njemačkoj Proljetnoj ofenzivi. Hutier je svojom taktikom ponovno polučio uspjeh uspjevši prodrijeti 60 km u dubinu zarobivši pritom 50.000 zarobljenika. Napredovanje je međutim usporeno sve jačim britanskim i francuskim otporom, te sve dužim opskrbnim linijama. Hutier je obnovio ofenzivu u lipnju 1918. kod Metza, ali je naišao na jak francuski otpor nakon čega je njemačka ofenziva zaustavljena. Saveznici su ojačani američkim snagama pokrenuli Ofenzivu od 100 dana kojom su probili njemački front, te prisilili njemačke snage na primirje i kapitulaciju.

## Poslije rata
Nakon završetka rata Hutier se vratio u Njemačku kao ratni heroj. Vojsku je napustio u siječnju 1919. godine, te je od 1919. pa do svoje smrti bio predsjednik Njemačke časničke lige. Kao i njegov rođak Erich Ludendorff smatrao je da rat nije izgubila njemačka vojske, već da je vojsci na bojištu "zabijen nož u leđa" od strane političara.
Oskar von Hutier preminuo je 5. prosinca 1934. godine u 78. godini života u Berlinu.

## Vanjske poveznice
(eng.) Oskar von Hutier na stranici First World War.com

(eng.) Oskar von Hutier na stranici Historyofwar.com

(eng.) Oskar von Hutier na stranici Prussian Machine

(rus.) Oskar von Hutier na stranici Hrono.info

(njem.) Oskar von Hutier na stranici Deutschland14-18.de  Arhivirana inačica izvorne stranice od 23. rujna 2015. (Wayback Machine)

(njem.) Oskar von Hutier na stranici Lexikon-erster-weltkrieg.de
| Prethodnik:           | Zapovjednik Armijskog odjela D Oskar von Hutier | Nasljednik:           |
| Friedrich von Scholtz | Zapovjednik Armijskog odjela D Oskar von Hutier | Günther von Kirchbach |

| Prethodnik:           | Zapovjednik 8. armije Oskar von Hutier | Nasljednik:           |
| Friedrich von Scholtz | Zapovjednik 8. armije Oskar von Hutier | Günther von Kirchbach |